# Resolution 82 des UN-Sicherheitsrates
Die Resolution 82 des UNO-Sicherheitsrates war eine vom Sicherheitsrat der Vereinten Nationen am 25. Juni 1950 beschlossene Maßnahme. Die Resolution forderte Nordkorea auf, seine Invasion in Südkorea, den Auslöser für den Beginn des Koreakrieges, unverzüglich zu beenden. Die Maßnahme wurde mit 9 Stimmen dafür, keiner Gegenstimme und einer Enthaltung (Jugoslawien) angenommen. Sie konnte nur zustande kommen, weil die Sowjetunion den UN-Sicherheitsrat boykottierte und somit nicht von ihrem Vetorecht Gebrauch machen konnte.
Die koreanische Halbinsel war seit dem Ende des Zweiten Weltkriegs entlang des 38. Breitengrades zwischen den Besatzungsmächten der Vereinigten Staaten und der Sowjetunion aufgeteilt worden. Jede Regierung versuchte, die Regierung auf ihrer Seite der Besatzungsgrenze zu stützen, und als der Kalte Krieg begann, nahmen die Spannungen zwischen den koreanischen Landesteilen zu. Diese gipfelten in einem offenen Krieg mit dem Einmarsch des Nordens in den Süden am 25. Juni. Während dieser Zeit unterstützten die Vereinten Nationen Südkorea und betrachteten es als die einzige rechtmäßige Regierung. Die USA forderte am gleichen Tag den UN-Sicherheitsrat dazu auf, das Vorgehen Nordkoreas als Friedensbruch zu deklarieren, woraufhin dieser mit der Resolution 82 reagierte.
Die Resolution forderte den Norden auf, seine Invasion sofort zu stoppen und seine Truppen zurück zum 38. Breitengrad zu bewegen. Da die Resolution als diplomatischer Sieg der Vereinigten Staaten angesehen wurde, wurde diese von Nordkorea völlig ignoriert. Dies brachte die Vereinten Nationen und die USA dazu, weitere Maßnahmen zu ergreifen, um den Staat für ein massives internationales Eingreifen und die Ausweitung des Koreakrieges zu rüsten.